# A. M. Rosenthal
Abraham Michael "Abe" Rosenthal (2 de mayo de 1922 - 10 de mayo de 2006) fue un periodista estadounidense que sirvió como editor ejecutivo de The New York Times desde 1977 hasta 1988. Después de ser editor ejecutivo, se convirtió en un columnista para The New York Times (1987–1999) y el New York Daily News (1999–2004).
Se unió a The New York Times en 1943, y permaneció en esta posición por 56 años, hasta 1999. Rosenthal ganó un Premio Pulitzer en 1960 por su cobertura internacional. Como editor de The New York Times, supervisó la cobertura de la Guerra de Vietnam (1961–1975), los Pentagon Papers (1971), y el Escándolo Watergate (1972–1974). Fue influyente en la cobertura del asesinato de Kitty Genovese, la que sacó a la luz el efecto espectador, pero más tarde el artículo era considerada defectuosa y engañosa.
Junto con Catherine A. Fitzpatrick, fue uno de los primeros occidentales en visitar un Gulag soviético en 1988.

## Años tempranos
Rosenthal nació el 2 de mayo de 1922, en Sault Ste. Marie, Ontario, Canadá de una familia judía. Como niño, su familia se mudó al Bronx, Nueva York.
Según su hijo, Rosenthal brevemente fue miembro del Partido Comunista a finales de los 1930.
Después de operaciones de osteomielitis, se graduó de escuela secundaria y asistió al City College en Nueva York, donde escribió para el periódico estudiantil. En 1943, todavía un estudiante, se convirtió en corresponsal para The New York Times. En febrero de 1944, se convirtió en reportero para The New York Times.

## Cobertura internacional y el Premio Pulitzer
Rosenthal fue un corresponsal externo para los Times por la mayoría de los 1950 y a principios de los 1960. Fue asignado a Nueva Delhi y entonces Varsovia, de donde fue expulsado después de criticar al líder polaco, Władysław Gomułka.
Por su cobertura de Europa Oriental, Rosenthal ganó un Premio Pulitzer en 1960 para la cobetura internacional.

## El caso del asesinato de Kitty Genovese
Como editor metropolitano de The New York Times, Rosenthal fue influyente en emitir una cuenta imprecisa del asesinato de Kitty Genovese el 13 de marzo de 1964. Asignó la cobertura al reportero Martin Gansberg, quien escribió un artículo, publicado el 27 de marzo de 1964, titulado "37 Who Saw Murder Didn't Call the Police." (en español: "los 37 quienes vieron un asesinato no llamaron a la policia") El artículo causó sensación y instó investigaciones sobre lo que sería llamado el efecto espectador o el "síndrome Genovese."  Rosenthal escribió un libro sobre el asunto, y el incidente se convirtió en un estudio de caso común en libros de texto de psicología en los Estados Unidos y el Reino Unido.
Sin embargo, inmediatamente después de que se publicase el artículo, el reportero de policía para el canal WNBC Danny Meehan descubrió varias inconsistencias en él. Meehan preguntó al reportero Martin Gansberg por qué su artículo no reveló que los testigos no sabían que un asesinato estaba pasando. Gansberg respondió que, "habría arruinado la cuenta." No queriendo arriesgar su carrera por enojar al editor Rosenthal, Meehan mantuvo en secreto sus hallazgos.
Décadas más tarde, investigadores confirmaron los defectos serios del artículo. Sólo 12 personas vieron u oyeron el ataque, y ninguno de ellos vieron el incidente entero. En 2016, The New York Times admitió que los testigos no sabían que estaba teniendo lugar un asesinato. De hecho, dos personas habían llamado a la policía, y una persona sostuvo a Genovese en sus brazos mientras esta se muría.

## Editor
En 1969, Rosenthal se convirtió en el editor jefe de The New York Times. Durante los 1970, dirigió la cobertura de muchos acontecimientos serios, incluyendo la Guerra de Vietnam y el Escándolo Watergate.
Rosenthal desempeñó un papel decisivo en la decisión de los Times de publicar los Pentagon Papers en 1971. Ya que estos documentos eran información clasificada, su publicación podría haber instado cargas de traición, pleitos o hasta encarcelamiento para el personal del periódico. La administración de Nixon entabló un juicio contra los Times para obligarlos a suspender su publicación. Este juicio resultó en una decisión de la Corte Suprema de los Estados Unidos que mantuvo el derecho de la prensa a publicar materiales sin "censura previa" por el gobierno.

## Carrera más tarde
Rosenthal escribió una columna en el New York Daily News después de ser columnista en los Times hasta 2004.

## Premios y honores
- Premio Pulitzer por Cobertura Internacional (1960)
- Premio Elijah Parish Lovejoy
- Doctor honoris causa en Derecho de Colby College
- Premio Light of Truth (1994)
- Premio Guardian of Zion (1999)
- Medalla Presidencial de la Libertad (2002)